# تعدی (فیلم ۱۹۹۲)
تعدی (انگلیسی: Trespass) یک فیلم در ژانر اکشن و مهیج به کارگردانی والتر هیل است که در سال ۱۹۹۲ منتشر شد.

## بازیگران
- بیل پکستون
- آیس-تی
- ویلیام سدلر
- آیس کیوب
- بروس ای یونگ
- گلن پلامر
- جیمز پیکنز جونیور
- تام لیستر جونیور
- آرت ایوانز